# Fédération roumaine de hockey sur glace
La Fédération roumaine de hockey sur glace - Federația Română de Hochei pe Gheață (FRHG) - est chargée d'organiser, de développer et de gérer le hockey sur glace en Roumanie.

## Création
La Fédération est fondée en 1924. Dans un premier temps, elle se nomme la Commission des sports d'hiver, qui en 1927 est transformé en Commission des sports de glace, et en 1931 en Fédération des sports d'hiver. Membre de la Fédération internationale de hockey sur glace à partir du 24 janvier 1924, la FRHG regroupe sept clubs, plus de 767 joueurs inscrits (dont 200 adultes). Le pays dispose de huit patinoires ouvertes avec glace artificielle et quatre patinoires (arénas), la plus grande à Bucarest (Patinoarul Național Flamaropol - 23 August) avec une capacité de 12 000 places.

## Histoire
Les premiers matchs de hockey ont lieu en Roumanie en 1921 dans la ville de Miercurea-Ciuc. En 1925, il y est tenu son premier championnat national. La première patinoire extérieure avec glace artificielle a été construite en 1931 et est resté la seule pendant une longue période. Les joueurs de hockey ont joué principalement dans les régions montagneuses, lorsqu'elles sont effectuées dans les 4-5 jours du championnat national (tournois de odnokrugovye).
À la fin des années 1940 et 1950, des mesures décisives sont prises pour le développement du jeu. À partir de 1958, commence la construction de patinoires avec glace artificielle à Bucarest, Galați, et Miercurea Ciuc. Le développement du hockey en Roumanie a contribué à aider l’amélioration du niveau de jeu des soviétiques et des tchécoslovaques.

## Logo

Ancien logo
Nouveau logo